# 소라풍 찻리

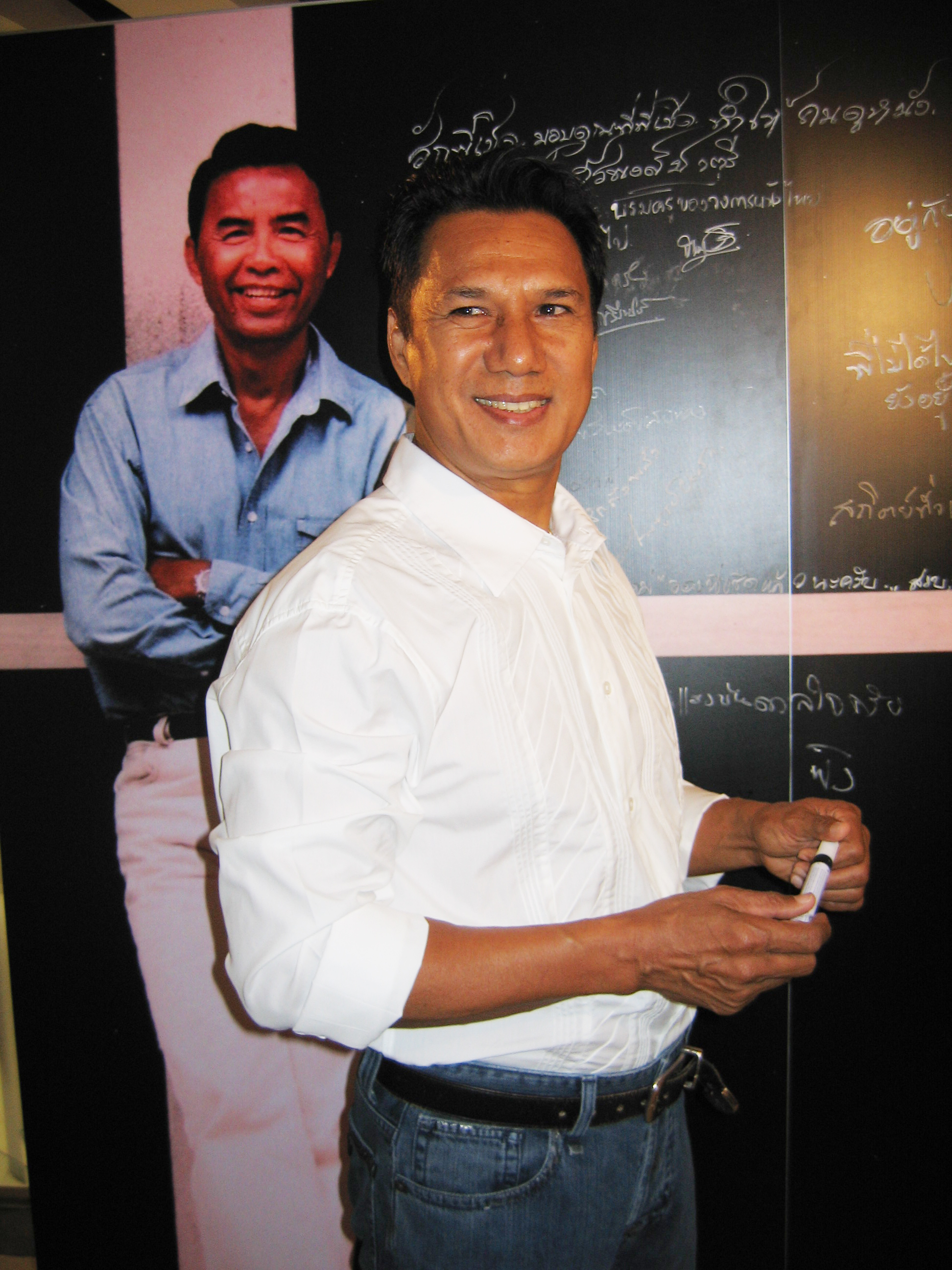
소라풍 찻리 (2007년)

소라풍 찻리(태국어: สรพงศ์ ชาตรี, 영어: Sorapong Chatree, 1950년 12월 8일~2022년 3월 10일)는 태국의 배우이다. 그는 아유타야주 출신이다.

## 출연 작품

### 영화
- 푸켓(2009년)
- 랑카수카의 여왕(2008년)
- 옹박: 더 레전드(2008년) - 처낭 역
- 나레수안 왕 2(2007년)
- 카오 촌 카이(2006년)
- 나레수안 왕(2006년)
- 잔 다라 2(2004년) - 쳉 역
- 아름다운 복서(2003년)
- 수리요타이(2001년)
- 딸 2(1997년)
- 딸(1996년)
- 건맨 2(1995년)
- 로보 강시(1988년)
- 건맨(1983년)
- 상처(1977년)